# Division 1 i fotboll 1997
Division I i fotboll 1997 var 1997 års säsong av Division I som bestod av två serier, med 14 lag i varje serie. Det var då Sveriges näst högsta division. Varje serievinnare gick upp till Allsvenskan och de tre sämsta degraderades till Division II. Tabelltvåorna gick till allsvenskt kvalspel och lagen på elfte plats kvalade för att undvika nedflyttning till Division 2. Det gavs 3 poäng för vinst, 1 poäng för oavgjort och 0 poäng för förlust.

## Serier

### Norra
Hammarby IF vann serien och gick till Allsvenskan. Djurgårdens IF kom på andra plats och gick till kvalspel till Allsvenskan.
| Nr | Lag                | S  | V  | O  | F  | GM | IM | MS  | P  |
| -- | ------------------ | -- | -- | -- | -- | -- | -- | --- | -- |
| 1  | Hammarby IF        | 26 | 19 | 5  | 2  | 55 | 17 | +38 | 62 |
| 2  | Djurgårdens IF (N) | 26 | 17 | 6  | 3  | 65 | 30 | +35 | 57 |
| 3  | Umeå FC (N)        | 26 | 12 | 7  | 7  | 52 | 38 | +14 | 43 |
| 4  | GIF Sundsvall      | 26 | 11 | 6  | 9  | 40 | 31 | +9  | 39 |
| 5  | Gefle IF           | 26 | 10 | 7  | 9  | 44 | 31 | +13 | 37 |
| 6  | Nacka FF (U)       | 26 | 10 | 7  | 9  | 36 | 48 | −12 | 37 |
| 7  | IFK Luleå          | 26 | 9  | 9  | 8  | 27 | 29 | −2  | 36 |
| 8  | IK Brage           | 26 | 8  | 8  | 10 | 48 | 39 | +9  | 32 |
| 9  | Assyriska FF (U)   | 26 | 8  | 8  | 10 | 35 | 48 | −13 | 32 |
| 10 | Spårvägens FF      | 26 | 6  | 11 | 9  | 33 | 39 | −6  | 29 |
| 11 | Lira Luleå BK (U)  | 26 | 7  | 8  | 11 | 36 | 45 | −9  | 29 |
| 12 | Enköpings SK (U)   | 26 | 8  | 5  | 13 | 37 | 47 | −10 | 29 |
| 13 | IF Brommapojkarna  | 26 | 6  | 7  | 13 | 27 | 47 | −20 | 25 |
| 14 | Vasalunds IF       | 26 | 2  | 4  | 20 | 18 | 64 | −46 | 10 |

#### Kommentar
Ovan är den officiella tabellen. Den ursprungliga ändrades sen det framkom att Vasalunds IF använt sig av fyra (istället för maximala tre) icke EU/ESS-medborgare i sin trupp till nio olika matcher. Känt som Vasalundsfallet.

### Södra
Västra Frölunda IF vann serien och gick till Allsvenskan. BK Häcken kom på andra plats och gick till kvalspel till Allsvenskan.
| Nr | Lag                | S  | V  | O  | F  | GM | IM | MS  | P  |
| -- | ------------------ | -- | -- | -- | -- | -- | -- | --- | -- |
| 1  | Västra Frölunda IF | 26 | 15 | 9  | 2  | 72 | 24 | +48 | 54 |
| 2  | BK Häcken          | 26 | 15 | 6  | 5  | 64 | 29 | +35 | 51 |
| 3  | Gunnilse IS        | 26 | 14 | 9  | 3  | 55 | 23 | +32 | 51 |
| 4  | Åtvidabergs FF     | 26 | 11 | 9  | 6  | 37 | 38 | −1  | 42 |
| 5  | Stenungsunds IF    | 26 | 11 | 7  | 8  | 43 | 35 | +8  | 40 |
| 6  | Mjällby AIF        | 26 | 9  | 10 | 7  | 42 | 38 | +4  | 37 |
| 7  | IFK Hässleholm     | 26 | 11 | 4  | 11 | 46 | 44 | +2  | 37 |
| 8  | Motala AIF         | 26 | 10 | 7  | 9  | 31 | 35 | −4  | 37 |
| 9  | Falkenbergs FF     | 26 | 9  | 8  | 9  | 50 | 38 | +12 | 35 |
| 10 | Norrby IF (U)      | 26 | 8  | 9  | 9  | 41 | 45 | −4  | 33 |
| 11 | Hertzöga BK        | 26 | 5  | 11 | 10 | 34 | 53 | −19 | 26 |
| 12 | Myresjö IF (U)     | 26 | 6  | 2  | 18 | 27 | 65 | −38 | 20 |
| 13 | IFK Malmö (U)      | 26 | 3  | 8  | 15 | 30 | 63 | −33 | 17 |
| 14 | IK Oddevold (N)    | 26 | 4  | 3  | 19 | 24 | 66 | −42 | 15 |

## Kval till Allsvenskan
Mellan lagen enligt ovan och lagen som slutade 11:a respektive 12:a i Allsvenskan.
| Lag 1          | Totalt | Lag 2       | Match 1 | Match 2 |
| -------------- | ------ | ----------- | ------- | ------- |
| BK Häcken      | 5-3    | Västerås SK | 1-1     | 4-2     |
| Djurgårdens IF | 1-3    | Östers IF   | 1-1     | 0-2     |

Östers IF kvarstår i Allsvenskan, BK Häcken flyttas upp till Allsvenskan, Västerås SK flyttas ned till Division 1.

## Kval till division I
Omgång 1

| Lag 1           | Totalt | Lag 2          | Match 1 | Match 2 |
| --------------- | ------ | -------------- | ------- | ------- |
| Lira Luleå BK   | 4-2    | Skellefteå AIK | 1-1     | 3-1     |
| Sandvikens IF   | 2-2    | IF Sylvia      | 2-1     | 0-1     |
| Hertzöga BK     | 4-4    | Nybro IF       | 3-2     | 1-2     |
| Trollhättans FK | 1-6    | IS Halmia      | 0-2     | 1-4     |

Omgång 2

| Lag 1     | Totalt | Lag 2         | Match 1 | Match 2 |
| --------- | ------ | ------------- | ------- | ------- |
| IF Sylvia | 2-1    | Lira Luleå BK | 1-0     | 1-1     |
| IS Halmia | 3-2    | Nybro IF      | 0-0     | 3-2     |

IF Sylvia och IS Halmia flyttas upp till division I division I 1998, Hertzöga BK och Lira Luleå BK flyttas ned till division II 1998.